# Cambio direzione
Cambio direzione è una canzone scritta da Francesco Renga e Luca Chiaravalli, e registrata per il quarto album da solista di Renga Ferro e cartone, pubblicato nel 2007. La canzone è stata estratta come primo singolo dall'album.

## Video musicale
Il video prodotto per Cambio direzione è stato diretto da Gaetano Morbioli e prodotto dalla Run Multimedia. Il video comincia con Renga seduto a terra nel bel mezzo di un incidente stradale, con alle spalle un'automobile in fiamme. Quando comincia la canzone, Renga si alza in piedi e va via dalla scena dell'incidente. Il video in seguito si sposta in vari ambienti, come una metropolitana o un centro commerciale, mentre ricorre continuamente il tema del fuoco. Alla fine del video, Renga ritorna sul posto dell'incidente per risedersi esattamente da dove era cominciato il video. È un chiaro omaggio al film Stay - Nel labirinto della mente di Marc Forster, nel quale è possibile riscontrare la somiglianza in più di una scena.

## Tracce
1. Cambio direzione – 3:48

## Classifiche
| Paese  | Posizione più alta |
| ------ | ------------------ |
| Italia | 19                 |